# Johann Tobias Köhler
Johann Tobias Köhler (auch Koehler; * 18. Januar 1720 in Altdorf bei Nürnberg; † 26. Dezember 1768 in Göttingen) war ein deutscher Numismatiker und Hochschullehrer.

## Leben
Köhler war Sohn des Numismatikers Johann David Köhler. Er erhielt zunächst in Altdorf Unterricht durch Hauslehrer, bevor er an die Weißenburger Lateinschule kam, wo er unter Johann Alexander Döderlein unterrichtet wurde. Zum Studium ging er an die Universität Göttingen, an der sein Vater seit 1735 als Professor lehrte.
Köhler habilitierte sich mit der Schrift Nachricht von dem Leben und den Schriften des Wiguleus Hund 1750 und noch bevor er den entsprechenden Magistergrad erlangt hatte, zum Privatdozent an der Göttinger Universität. In diesem Jahr setzte er auch die Historische Münzbelustigungen seines Vatters mit zwei Ausgaben fort. 1755 würde er zum Magister graduiert. 1759 wurde er schließlich Professor der Philosophie in Göttingen. Als solcher starb er im Amt.
Köhlers Sohn Georg Ludwig Koeler wurde nach dem Medizin-Studium in Göttingen Professor für Botanik an der Universität Mainz.
Köhler war spätestens 1764 Mitglied der Akademie nützlicher Wissenschaften zu Erfurt.

## Werke (Auswahl)
- Nachricht von den Leben und Schrifften Herrn Wiguleus Hunds zu Sulzenmos Leuting und Steinach Fürstlich Bayrischen Geheimen Raths, Hofraths-Präsidentens und Pflegers zu Dachau, wo mit seine auf besondere gnädigste Erlaubniß zu haltende Sommervorlesungen anzeiget. Göttingen 1750.
- Johann Tobias Köhlers aus Altdorf Vertheidigung der Ober-Pfalz gegen die Verunglimpfungen des Herrn Professor Gottscheds in dessen neuesten Gedichten auf verschiedene Vorfälle. Göttingen 1750.
- Beytrag zu Bestärkung des uralten Müntzrechts der Herrn Grafen Reuß. Boßiegel, Göttingen 1756.
- Vollständige Nachricht von Pabst Johann XXI. welcher unter dem Nahmen Petrus Hispanus als ein gelehrter Arzt und Weltweiser berühmt ist. Boßiegel, Göttingen 1756.
- Vollständiges Ducaten-Cabinet das ist: historisch-critische Beschreibung nicht nur derjenigen Goldstücken, welche unter dem Nahmen Ducaten bekannt find, sondern auch aller gangbaren Goldmünzen, von verschiedenen Nahmen und Gehalt. 2 Bände, Förster, Hannover 1759–1760.
- Des Herrn von Blainville ehemaligen Gesandschaftssekretärs der Generalstaaten der vereinigten Niederlande an dem Spanischen Hofe Reisebeschreibung durch Holland, Oberdeutschland und die Schweiz, besonders aber durch Italien. Meyer, Lemgo 1764.